# 2. Kongress der Konföderierten Staaten von Amerika

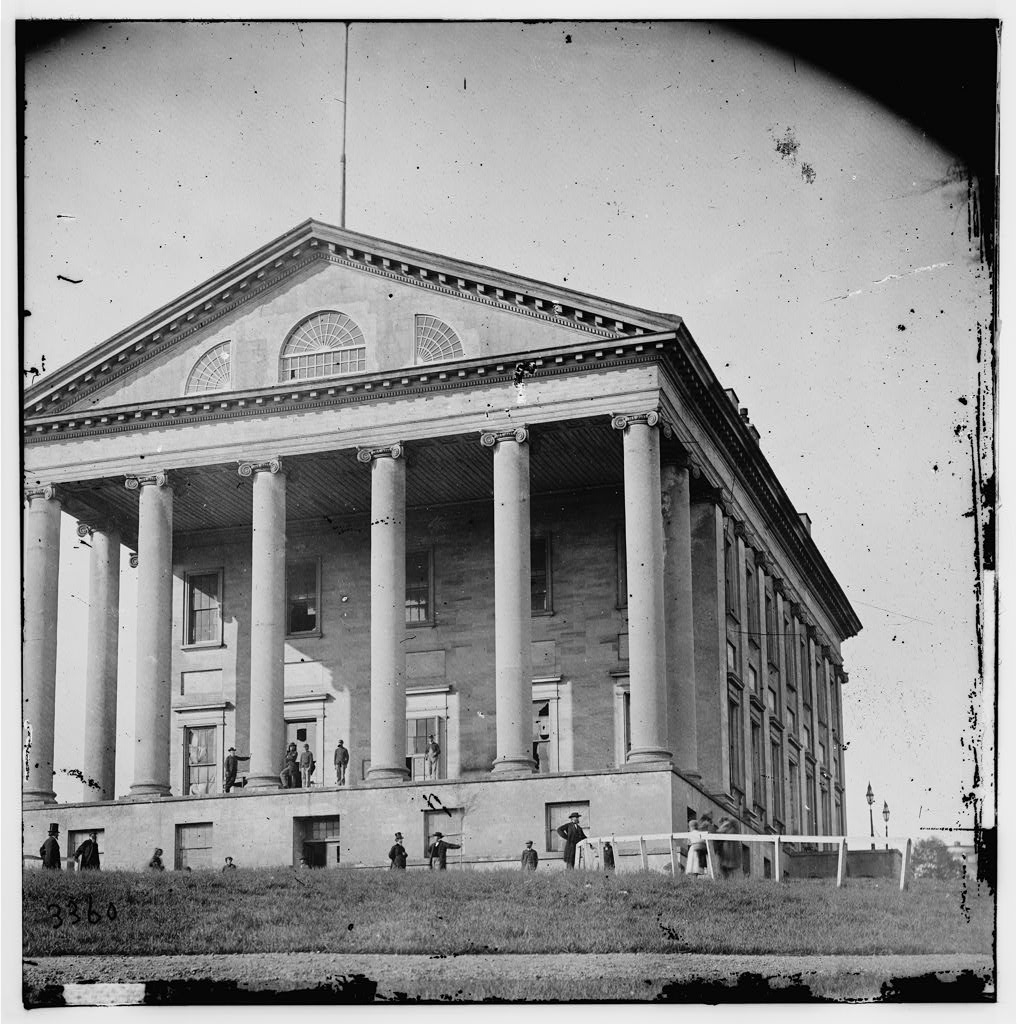
Capitol der Konföderierten Staaten von Amerika (1865)

Der 2. Kongress der Konföderierten Staaten von Amerika bezeichnet die zweite und letzte Wahlperiode des Kongresses, der gesetzgebenden Abgeordnetenversammlung der Konföderierten Staaten von Amerika. Die Abgeordneten dieser Wahlperiode wurden durch Wahlen im November 1863 ermittelt und konnten ihr Mandat lediglich während des ersten Jahres der zweijährigen Wahlperiode wahrnehmen, da die Existenz der Konföderierten Staaten mit dem Verlust des Sezessionskrieges praktisch beendet war. Der Kongress bestand im Gegensatz zu dem nur aus einer Kammer bestehenden Provisorischen Konföderiertenkongress aus zwei Kammern, einem Oberhaus, dem Senat, und einem Unterhaus, dem Repräsentantenhaus.

## Sitzungsperioden
Alle Sitzungen des 2. Konföderiertenkongresses fanden im Capitol in Richmond in Virginia, der Hauptstadt der Konföderierten Staaten, statt.
- 1. Sitzungsperiode 2. Mai 1864 bis 14. Juni 1864
- 2. Sitzungsperiode 7. November 1864 bis 18. März 1865

## Leitung

### Senat
- Senatspräsident: Vizepräsident Alexander Hamilton Stephens
- Präsident pro tempore: Robert Mercer Taliaferro Hunter aus Virginia
- Präsident pro tempore ad interim: William Alexander Graham aus North Carolina (1865)

### Repräsentantenhaus
- Sprecher des Repräsentantenhauses (Speaker of the House of Representatives): Thomas Stanley Bocock aus Virginia
- Stellvertretender Sprecher (Speaker pro tempore): William Parish Chilton Sr. aus Alabama

## Abgeordnete

### Senat
X: wiedergewählt
Alabama
- Robert Jemison X
- Richard Wilde Walker

Arkansas
- Robert Ward Johnson X
- Charles Burton Mitchel X (verstorben 20. September 1864)
  - Augustus Hill Garland (Übernahme des Mandats am 8. November 1864 – Ernannt zur Wahrnehmung des Mandats)

Florida
- James McNair Baker X
- Augustus Emmett Maxwell X

Georgia
- Benjamin Harvey Hill X
- Herschel Vespasian Johnson X

Kentucky
- Henry Cornelius Burnett X
- William Emmett Simms X

Louisiana
- Thomas Jenkins Semmes X
- Edward Sparrow X

Mississippi
- Albert Gallatin Brown X
- John William Clark Watson

Missouri
- Waldo P. Johnson X
- (Mandat blieb vakant, da die gesetzgebende Versammlung Missouris nicht zusammentreten und einen Senator wählen konnte.)
  - George Graham Vest (Übernahme des Mandats am 12. Januar 1865 – Ernannt zur Wahrnehmung des Mandats)

North Carolina
- William Theophilus Dortch X
- William Alexander Graham

South Carolina
- Robert Woodward Barnwell X
- James Lawrence Orr X

Tennessee
- Landon Carter Haynes X
- Gustavus Adolphus Henry X

Texas
- Williamson Simpson Oldham X
- Louis Trezevant Wigfall X

Virginia
- Robert Mercer Taliaferro Hunter X
- Allen Taylor Caperton X

### Repräsentantenhaus (House of Representatives)
geordnet nach Wahlbezirken
X: wiedergewählt
Alabama
- Thomas Jefferson Foster X
- William Russell Smith X
- Der Kongress hat die Übernahme des Mandats durch den gewählten Abgeordneten W. R. W. Cobb abgelehnt, da er sich für die Union ausgesprochen hatte, der Wahlkreis blieb unvertreten.
- Marcus Henderson Cruikshank
- Francis Strother Lyon X
- William Parish Chilton, Sr. X
- David Clopton X
- James L. Pugh X
- James Shelton Dickinson

Arkansas
- Felix Ives Batson X
- Rufus King Garland
- Augustus Hill Garland X (zurückgetreten, Übernahme eines Mandats im Senat am 8. November 1864)
  - David Williamson Carroll (Übernahme des Mandats am  11. Januar 1865 – Ernannt zur Wahrnehmung des Mandats)
- Thomas Burton Hanly X

Florida
- Samuel St. George Rogers
- Robert Benjamin Hilton X

Georgia
- Julian Hartridge X
- William Ephraim Smith
- Mark Harden Blandford
- Clifford Anderson
- John Troup Shewmake
- Joseph Hubbard Echols
- James Milton Smith
- George Nelson Lester
- Hiram Parks Bell
- Warren Akin senior

Kentucky
- Willis Benson Machen X
- George Washington Triplett
- Henry English Read X
- George Washington Ewing X
- James Chrisman X
- Theodore Legrand Burnett X
- Horatio Washington Bruce X
- Humphrey Marshall
- Eli Metcalfe Bruce X
- James William Moore X
- Benjamin Franklin Bradley
- John Milton Elliott X

Louisiana
- Charles Jacques Villeré X
- Charles Magill Conrad X
- Duncan Farrar Kenner X
- Lucius Jacques Dupré X
- Benjamin Lewis Hodge (verstorben 12. August 1864)
  - Henry Gray (Übernahme des Mandats am 28. Dezember 1864 – Nachwahl um das vakante Mandat)
- John Perkins Jr. X

Mississippi
- Jehu Amaziah Orr
- John Tillman Lamkin
- Israel Victor Welch X
- Henry Cousins Chambers X
- Otho Robards Singleton X
- Ethelbert Barksdale X
- William Dunbar Holder X

Missouri
- Thomas Lowndes Snead
- Nimrod Lindsay Norton
- John Bullock Clark
- Aaron Hackett Conrow X
- George Graham Vest X (zurückgetreten am 12. Januar 1865 Übernahme eines Mandats im Senat)
- Peter Singleton Wilkes
- Robert Anthony Hatcher

North Carolina
- William Nathan Harrell Smith X
- Robert Rufus Bridgers X
- James Thomas Leach
- Thomas Charles Fuller
- Josiah Turner junior
- John Adams Gilmer
- James Madison Leach
- James Graham Ramsay
- Burgess Sidney Gaither
- George Washington Logan

South Carolina
- James Hervey Witherspoon junior
- William Porcher Miles X
- Lewis Malone Ayer X
- William Dunlap Simpson X
- James Farrow X
- William Waters Boyce X

Tennessee
- Joseph Brown Heiskell X
- William Graham Swan X
- Arthur St. Clair Colyar
- John Porry Murray
- Henry Stuart Foote X (Im Frühjahr 1865 als Verräter an der Konföderation aus dem Kongress ausgeschlossen, da er ohne offiziellen Auftrag einen Friedensschluss mit den Nordstaaten anstrebte)
- Edwin Augustus Keeble
- James McCallum
- Thomas Menees X
- John DeWitt Clinton Atkins X
- John Vines Wright X
- Michael Walsh Cluskey

Texas
- Stephen Heard Darden
- Caleb Claiborne Herbert X
- Anthony Martin Branch
- Franklin Barlow Sexton X
- John Robert Baylor
- Simpson Harris Morgan

Virginia
- Robert Latane Montague
- Robert Henry Whitfield (zurückgetreten am 2. März 1865)
- Williams Carter Wickham
- Thomas Saunders Gholson
- Thomas Stanley Bocock X
- John Goode X
- William Cabell Rives (zurückgetreten am 7. März 1865)
- Daniel Coleman DeJarnette X
- David Funsten X
- Frederick William Mackey Holliday
- John Brown Baldwin X
- Waller Redd Staples X
- Fayette McMullen
- Samuel Augustine Miller X
- Robert Johnston X
- Charles Wells Russell X

Arizona-Territorium
- Marcus H. MacWillie X

Cherokee Nation
- Elias Cornelius Boudinot X

Creek Nation und Seminole Nation
- Samuel Benton Callahan